# 페이퍼백

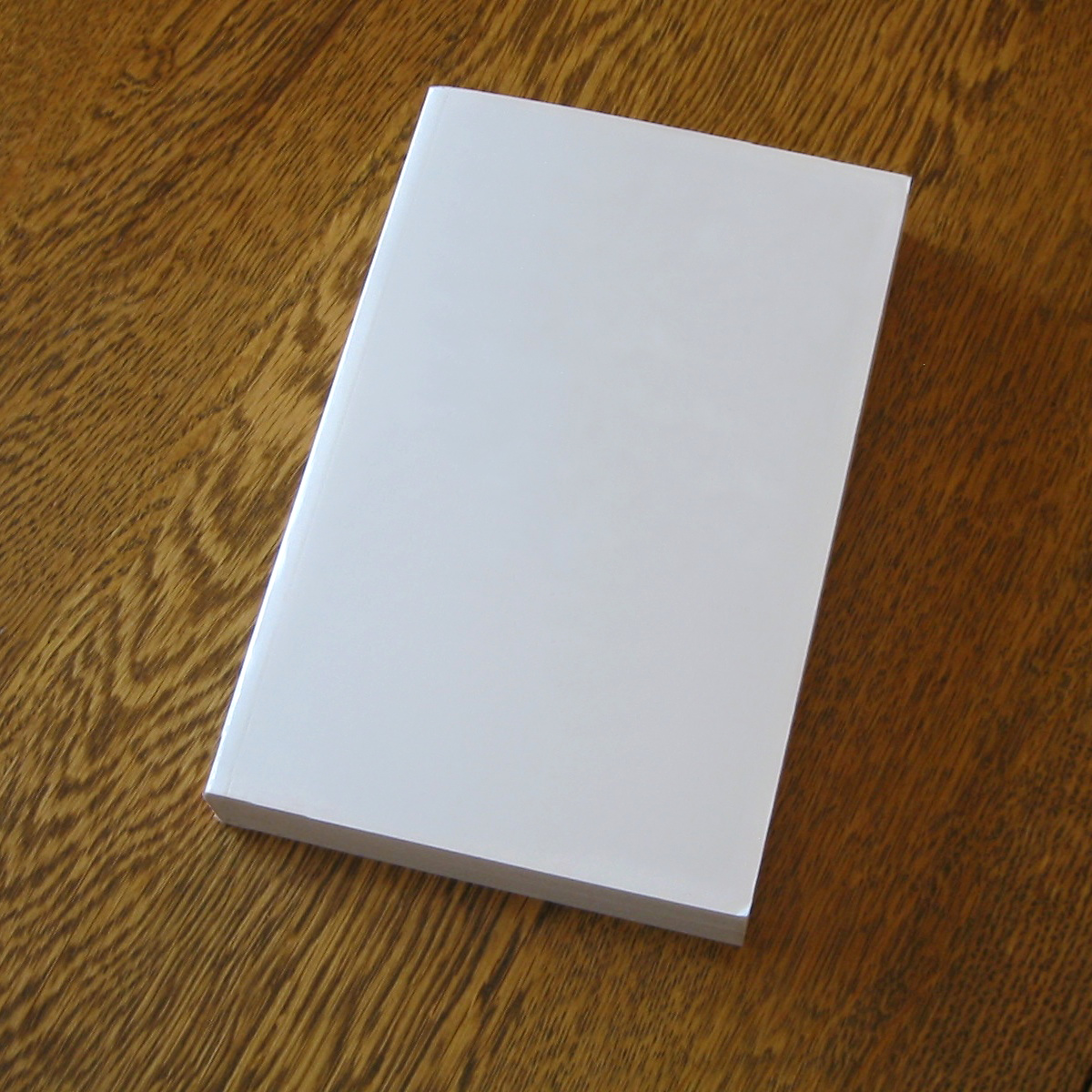
비어있는 페이퍼백 표지

페이퍼백(paperback) 혹은 소프트커버(softcover)는 제본 방법에 따라 분류한 책의 한 종류이다. 보통 책의 표지가 종이로 되어 있으며, 책을 구성하는 종이들은 양장본 혹은 하드커버처럼 실로 묶여 있지 않고 접착제로 붙어 있다. 이런 형식으로 만들어진 값싼 책들은 최소한 19세기 때부터 서구권에서 10센트 소설(dime novels)이나 소책자(pamphlet) 등 여러 가지 형태로 존재해 왔다. 페이퍼백의 종류에는 한국어로 흔히 말하는 페이퍼백(Trade Paperback)과 문고판(Mass-Market Paperback) 이 두 가지로 크게 나뉜다. 값싼 종이와 싼 제본비, 그리고 표지에 큰 돈을 들일 필요가 없다는 점은 특히 양장본의 원가와 비교해 볼 때 페이퍼백을 더 싸게 만들 수 있도록 해 준다.

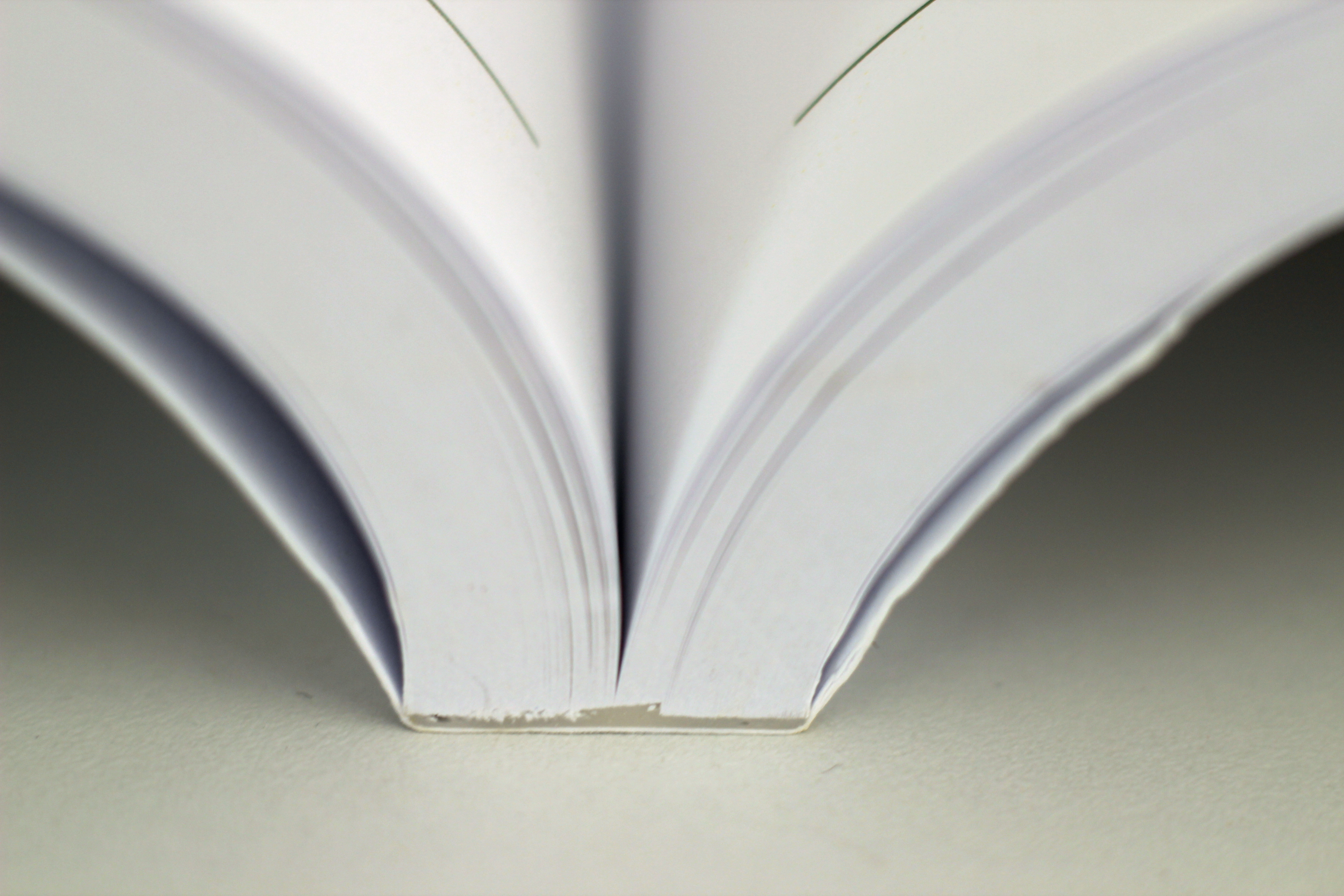
접착제로 바인딩된 페이퍼백

## 역사
1940년대 이전까지만 해도 출판사와 서점들은 페이퍼백을 선호하지 않았다. 양장본이 더 멋지다는 디자인적인 측면과 단단하여 소장하기 좋다는 점 이외에도 페이퍼백보다 평균 10배 정도 비싸다는 점 때문에 더 많은 수익을 올릴 수 있다는 점도 고려된 것이었다. 하지만 제2차 세계대전이 발발하면서 양장본 제본에 들어가는 목면이 군용 위장망으로 쓰여 소비가 제한되고, 서점 뿐만 아니라 약국이나 소매점에서 페이퍼백을 팔아 수익을 올리던 포켓북스 출판사의 영업 전략이 들어맞으면서 같은 종이로 더 많은 책을 만들 수 있는데다가 양장본을 선호하던 사람들도 전시 물자 부족을 극복할 수 있는 대안으로 페이퍼백을 인정하게 되었다. 1939년 20만 권의 판매량을 밑돌았던 페이퍼백은 1943년에 이르면서 4000만 권 넘게 판매되는 등 주된 제본 방식 중 하나로 자리 잡았다.
페이퍼백의 대대적인 보급은 영내 도서인 진중문고를 미군 내에 보급하는 기부운동에서도 도움을 받았는데, 미국은 제1차 세계대전 종전 이후 25년 동안 평화로운 상태에서 나치 독일의 위협을 받게 되었고 갑작스레 많은 수의 병사를 훈련시키는 것 뿐만 아니라 훈련과 엄격한 영내 생활에 지친 병사들에게 즐거움과 오락을 제공해야 할 필요도 있었다.42-47 한정된 자원으로 음악과 운동은 약간의 오락이 되었지만, 대부분의 미군 병사들은 자유 시간에 혼자서 편지를 쓰거나, 독서를 하거나, 영화나 라디오를 시청하는 등 독립적인 활동을 원했다. 이에 대한 대안으로 진중도서 1천만 권을 모으는 걸 목표한 미국의 승리 도서 캠페인(Victory Book Campaign)이 진행되었고 1942년 목표를 달성했다. 하지만 이렇게 모인 양장본은 훈련소, 해군 함정의 도서관, 야전 병원이나 병영의 독서회에서는 문제가 되지 않았지만 보병의 경우 무거운 양장본을 넣고 다니며 전투를 수행하기 어렵다는 문제가 있었다. 게다가 1943년 들어 미진해진 승리 도서 캠페인은 군의 예산을 들여 책을 구매하게끔 전쟁부를 압박했고 많은 도서를 구비하기 위해 가격이 싼 페이퍼백으로 제본된 책들을 대량 구매한 것은 미국 내 출판 시장에서 페이퍼백이 주된 제본 방식 중 하나로 자리잡는 데 기여했다.

## 같이 보기
- 책의 크기
- 문고본
- 하드커버
- 오디오북

## 참고 자료
- 몰리 굽틸 매닝 (2016년 6월 25일). 《전쟁터로 간 책들》. 책과함께.